# Hylettus spilotus
Hylettus spilotus là một loài bọ cánh cứng trong họ Cerambycidae.